# سيرك جوجو
سيرك جوجو (بالإنجليزية: JoJo's Circus)‏ هو مسلسل كرتوني تلفزيوني من إنتاج (بالإنجليزية: Playhouse Disney)‏ عرض بين 28 سبتمبر 2003 و 14 فبراير 2007. وهو من إنتاج جيم جنكينس منتجا مسلسل الفسحة. المسلسل يقع ضمن 63 حلقة موزعة على 3 مواسم، عرض في قناة ديزني شرق الأوسط عام 2004-2005 و 2006-2009 بدبلجة ممثلين مصريين باللغة الفصحى.

## تمثيل
- يارا علاء (جوجو)
- مروة عبد الغفار (خوخة)
- رامو هاني (أستاذ زغزغ، عملاق)
- محمد مجدي (سكيبو)
- مريم الخشت (نينا شدالحيل)
- زينب مبارك (سيدة كيلانسكي)
- علاء رشدي (بواء)
- ناريمان نيازي (دينكي)
- أحمد خليل (فريدريكو)
- جلال الهجرسي (فيلليني)
- سارة رأفت (نفنق)
- مها الجمال (ناخر)

## روابط خارجية
- سيرك جوجو على موقع IMDb (الإنجليزية)
- سيرك جوجو على موقع ميتاكريتيك (الإنجليزية)
- سيرك جوجو على موقع روتن توميتوز (الإنجليزية)
- سيرك جوجو على موقع كينوبويسك (الروسية)
- سيرك جوجو على موقع ألو سيني (الفرنسية)
- سيرك جوجو على موقع قاعدة بيانات الفيلم (الإنجليزية)